# Sovraštvo (roman)
Sovraštvo je slovenski roman pisatelja Franja Frančiča, ki je izšel leta 1993 v Ljubljani pri založbi Sklad Vladimir Slejko. Obsega 35 poglavij in 86 strani.

## Vsebina
Vsebina je razdeljena na dva dela, ki se med seboj izmenjujeta. V lihih poglavjih svoje moreče življenje in pogled na svet predstavlja protagonistka, medtem ko v sodih poglavjih to pripoveduje protagonist. Vse do 23. poglavja se osebi ne poznata in njuni zgodbi nista povezani, od 25. poglavja naprej pa protagonista izmenično pripovedujeta skoraj enake dogodke. Tudi imeni glavnih likov nista znani.

### Protagonistkina poglavja (1–23)
Zgodba se začne z njeno kratko predstavitvijo. Pravi, da ima končano Pedagoško akademijo, smer knjižničarstvo-slovenščina, dela pa na srednješolskem centru, kjer potekajo tečaji, kot čistilka. Poleg tega piše tudi pesmi, iz katerih vre temačno in sovražno vzdušje, kar je posledica njenega težkega otroštva; starša se veliko prepirata, a kljub temu vztrajata skupaj, ker ju "veže sovraštvo" drug do drugega. Omeni, da je bila v življenju večkrat posiljena in da ima hčerko Nevenko (stara nekaj manj kot dve leti). Skupaj s hčerko živita zelo skromno in stanujeta pri gospe Valeriji, saj sta na tesnem z denarjem. Nekega dne se protagonistka odloči, da bo šla k uredniku in mu dala v pregled svoje pesmi. On predlaga, da se sestaneta v soboto, torej na nedeloven dan, zato pomisli da jo želi spolno izkoristiti, zato odide. Naslednji dan ji sodelavka Nives v službi pove, da bo dala odpoved in raje postala prostitutka, saj ji bo to prineslo večji dobiček. Nives jo kasneje povabi na dvojni zmenek z bogatim moškim, ki protagonistki želi finančno pomagati, a ona na zmenku znori, ker misli, da bi moški le spal z njo. Zaradi Nivesine odpovedi mora več dela narediti sama in šef izpostavi, da dela ne opravlja dobro, in jo nato odpusti. Po dolgem času iskanja nove službe, jo sprejmejo za delo v trafiki. Po nekaj časa dela jo obtožijo kraje več tisoč evrov in policisti jo odpeljejo na postajo; obtožena je po krivem. V sebi ima polno sovraštva, zato se odpravi do trafike in razbije okna ter se ob tem poškoduje. Nato pridejo sirene, jo odpeljejo na šivanje in kasneje se zbudi na zaprtem oddelku psihiatrične bolnišnice. Želi si domov k Nevenki, a socialna delavka ji pove, da je njena hčerka sedaj pri rejniški družini. Ko jo njen oče kasneje obišče v bolnišnici, ji pomaga iz nje pobegniti in nato ona začasno ostane pri Nives. Po nekaj časa dobi delo v rastlinjaku, kjer spozna prijetnega moškega. Zmenita se, da bosta šla na zmenek in tako se glavni osebi romana spoznata.

### Protagonistova poglavja (2–24)
Glavni lik se je iz mesta preselil na obrobje ob obali v razpadajočo hišo z dvema hektarjema zemlje. Ko na obisk pride njegova mati, ga poskuša prepričati naj se vrne domov, saj je zbolela za rakom, a jo zavrne. Glavni lik pove tudi, da je bilo dekle po imenu Meta nekoč ljubezen njegovega življenja, ampak ko je odšla v tujino, jo je zasovražil. Ko kasneje dobi materino pismo, v katerem pravi da je v bolnišnici, pride k njemu na obisk soseda Vanja. Ona si ga močno želi in nato spita skupaj, a on medtem le razmišlja, ali bo še kdaj spoznal žensko, kot je Meta. Naslednji dan se odpravi k materi v bolnišnico in tam mu povejo, da je tisto noč umrla. Kmalu za tem pride tudi njegov oče, ki mu pove, da je za pogreb že vse urejeno, protagonist pa se zadržuje po gostilnah in v eni od njih sreča Meto. Ona upa, da bi lahko spet postala par, a jo zavrne in ji pusti živeti v materinem stanovanju, ker je prišla iz tujine in se nima kje nastaniti. On odide domov v svojo podrtijo in v rastlinjaku zagleda žensko, nato pa jo povabi na zmenek.

### Poglavja 25–35
Oba opisujeta dogodke, preživete skupaj, kot najsrečnejše trenutke svojega življenja. On njo in njeno hčerko po nekaj dneh povabi k sebi domov, kjer si izpovesta ljubezen, a obeh je strah, da je prelepo, da bi trajalo. Drug drugemu pripovedujeta o travmatičnem življenju, nakar pride Vanja in ženski pove, da njega ljubi tudi ona. To jo je razjezilo zato nekaj semen trave, ki ji jih je dala Nives, vrže na njegovo zemljo. Potem zaradi nasada marihuane pride policija in ona prevzame vso krivdo, zato jo odpeljejo na policijsko postajo. Nevenko pa socialna delavka ponovno odpelje k rejnikom. Glavni ženski lik se ponovno znajde v psihiatrični bolnišnici, ko pa jo spustijo domov, tako kot Nives postane prostitutka in svojo hčerko obiskuje vsakih 10 dni pri rejnikih. Glavni moški lik pa ta čas ubije Vanjo, ker je bila noseča z njegovim otrokom.

## Kritike
- Tone Vrhovnik pravi, da izmenjujoči se pripovedi Frančič doda junakoma komplementarna lika: v Njeni zgodbi prijateljico Nives in Njemu soseda-kmeta, ki junakoma držita ogledalo s tem, da sta znala sovraštvo kot gonilo sveta vsaj sprejeti do te mere, da lahko živita.[1]

- »Obema avtor pristavi po eno travmatično ljubezensko izkušnjo in – to se zdi najpomembnejše – izvirni zločin v podobi staršev, ki prav po lamarcku (četudi z bolj konkretnimi zapetljaji) determinirajo žitje svojih potomcev.«[1]

- »Svet, v katerem živimo, je sovražen, zel in ustvarjen nalaš zato, da nas venomer meče ob tla. Od najpreprostejših pomagal potrošništva [...] do nadčasovne ljubezni - vse temelji na enem edinem principu, ki ga avtor jasno in glasno zapiše kar v naslovu in ponovi na vrhuncu pripovedi: 'Čas pelje čez nas. Za sovraštvo je dovolj že / odsev v tvojih / ali / tujih očeh.«[2]